# Бешерель, Эмиль
Эмиль Бешерель (фр. Émile Bescherelle; 3 января 1828, Париж — 26 февраля 1903) — французский ботаник и бриолог.

## Биография
Бешерель известен своим анализом мхов из различных мест, включая Французскую Вест-Индию, Маскаренские острова, Парагвай, Новую Каледонию и другие места. Совместно с Эрнестом Розе редактировал выпуски собраний эксикатов «Мхи окрестностей Парижа» (1861—1866 гг.). В 1882 году с Полем Огюстом Арьо принял участие в научной экспедиции на мыс Горн.
Жан Этьен Дюби назвал в его честь род мхов Bescherellia.

## Научные работы
- Prodromus bryologiae mexicanae : ou, énumeration des mousses du Mexique, avec description des espéces nouvelles, 1872 — перечень мхов Мексики с описанием новых видов.
- Florule bryologique de la Nouvelle-Calédonie, 1873 — мхи Новой Каледонии.
- Florule bryologique des Antilles françaises, 1876 — мхи Французской Вест-Индии.
- Florule bryologique des Antilles françaises ou énumération et description des mousses nouvelles recueillies à la Guadeloupe et à la Martinique, 1876 — мхи Французской Вест-Индии, или перечень и описание новых видов мхов из Гваделупы и Мартиники.
- Note sur les mousses du Paraguay : récoltées par M. Balansa de 1874 é 1877 — заметки о мхах Парагвая, собранных Бенедиктом Баланзой в период с 1874 по 1877 годы.
- Florule bryologique de la Réunion : de Maurice et des autres iles Austro-Africaines de l’océan Indien, 1880-81 — мхи Маврикия и других островов Индийского океана.
- Catalogue des mousses observées en Algerie, 1882 — каталог мхов, встречающихся в Алжире.
- Mission scientifique du cap Horn, 1882—1883. Tome V, Botanique with Paul Auguste Hariot (1854—1917) & others — научная экспедиция на мыс Горн в 1882—1883 гг.
- Hépatiques nouvelles des colonies françaises, 1888 — новый вид печёночника из колоний Франции[2].